# 时轮
時輪（羅馬化：Kālacakra；藏語：དུས་ཀྱི་འཁོར་ལོ།，威利转写：dus kyi 'khor lo）源自於秘密大乘佛教，用以表示時間和輪迴的符號，常用木結構或彩砂（沙壇城或稱沙曼荼羅）搭建而成。其概念源自於無上瑜伽部的最高教法「時輪怛特羅」（Kālacakra Tantra）。
按藏族史書《西藏王臣記》，「時輪怛特羅」起源於古代印度北部的「香巴拉」淨土，其國王月賢最早傳承和弘揚「時輪金剛」教法，約在公元11世紀前後從印度傳入西藏，13世紀時已經成為藏傳佛教的重要修習經典之一。時輪法門為藏區所獨有，寧瑪派、噶舉派、薩迦派、格魯派均有此法傳承，有些說法認為某些圓滿次第竅訣已經失傳，唯獨覺囊派擁有完整的教法。

## 時輪怛特羅

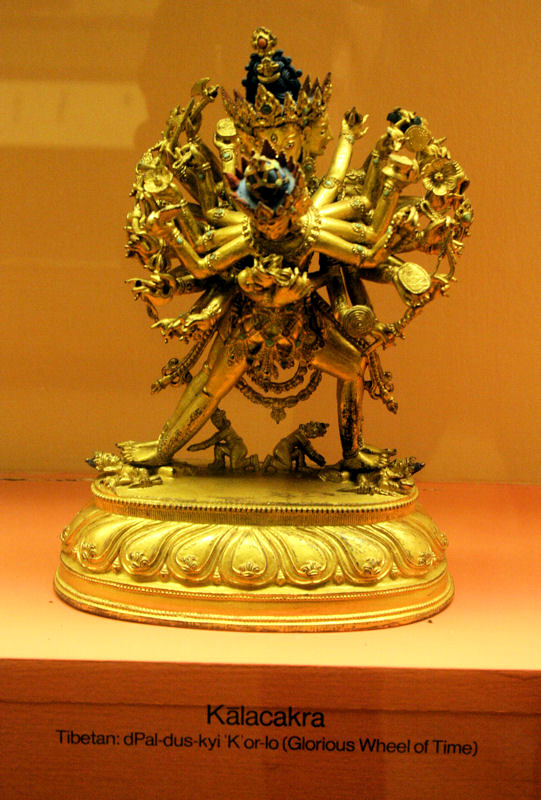
时轮金刚像，藏于纽约美国自然历史博物馆

### 流傳
按《時輪金剛本續》注釋書《無瑕之光》的記載，釋迦牟尼佛在南印度達尼雅卡達卡城的大佛塔示現「時輪金剛」法相。金剛手菩薩所化身的月賢王（Sucandra）來到此城請法，將一萬二千頌的《本續》帶回香巴拉國（Śambhala）。月賢王在香巴拉編成了6,000行的《本續》註釋，並以無數珍寶建立了時輪金剛的壇城。
六百年後，香巴拉國第一代迦樂季，為文殊菩薩之化身耶舍王（Yaśa），為了對抗將可能滅亡香巴拉國之蔑戾車（mleccha），乃糾集婆羅門仙人，將其召入時輪曼荼羅內，嚴禁殺生，給與時輪大密法灌頂，並宣說《略續》（Kālacakra Laghu-tantra）三千頌，此《略續》即現行流傳之時輪教法《最勝本初佛所現吉祥時輪本續王》（Paramādibuddhoddhṛta-śrīkālacakra-nāma-tantra-rāja）。其後，第二代迦樂季為觀世音菩薩之化身芬陀利迦王/白蓮花王（Pundarīka），蒙佛授記，隨順《本續》作注釋書《無瑕之光》。
《吉祥時輪本續》最早的藏譯本為十一世紀末出現，分為「Rwa」（Rwa chos rab）和「'Bro」（'Bro Shes rab grags）兩種傳承，是現存時輪密續的兩個主要來源，最後由布頓大師匯流兩個傳承合一，後來之薩迦、噶舉、覺囊及格魯等亦相續合併其翻譯。

### 內容
《吉祥時輪本續》是詩頌體裁，其主題的完整意義包含在三個時輪金剛（或稱時間之輪）之中：「外時間之輪」、「內時間之輪」、「別時間之輪」：
- 「外時間之輪」即環境的外部世界，它也可稱之為「外部日月時程」，即宇宙的結構，包括天體運行的規律。
- 「內時間之輪」是人的身體，包含胚胎發育、病理病因、醫藥醫療以及人體內脈息運行的規律等。內部的途徑、元素及風的運動也都可稱之為「內時間之輪」。
- 「別時間之輪」是時輪金剛的灌頂、教示及成果，它處於先前的兩種時間之輪之外。上師透過灌頂，使弟子的身心識趨向成熟，而弟子則觀修，包含了生起次第和圓滿次第的教法。瑜伽士（yogi）透過這樣的方法，證得「樂空不二」，達到化現為佛身，即空性神聖形象的境界。

總結來說，時輪教法以時輪金剛為本尊，以時輪金剛壇城為修行的所緣境和依止處。主要的修煉方法是依「六支瑜伽」，把時空宇宙（外時輪）與人體小宇宙（內時輪）聯繫起來，將世間宇宙視為補特伽羅的心靈元素或「內時輪」的反映，由「別時輪」加以淨治，最終達到本初佛的空樂境界，證得俱生智慧空性。

### 理論
時輪金剛密法認為，一切眾生都是在過去、現在、將來「三時」的「迷界」之中， 所以用時輪表示有情眾生在「三時」的無明之苦。要想擺脫無明的苦惱，就須修煉時輪金剛密法。
時輪壇城的主尊為時輪金剛，一般為三首，上身呈藍色，下身左腿為白色，右腿為紅色。除此之外，時輪金剛還具有很多的形象，不同形象有不同的象徵。一如金剛乘中所有的雙身佛，時輪金剛代表大悲方便，為陽性；明妃為陰性，代表般若智慧，雙身即表示陰陽和合，須臾不可分離，表明宇宙間與世間形成的一切規律，因此在時輪教法中，需在修觀時觀想時輪金剛與明妃的合身。
時輪金剛密法強調在釋迦牟尼佛之前，有一位「本初佛」（Paramādibuddha），是一切事物的根本源泉。修習時輪密法，能保持和控制體內的「有生命的風」，以使人長壽，並通過觀修「五佛」，獲得「五智」和「禪那」合一相應法，以證得「即身成佛」的圓滿功德。

### 預言
亞歷山大·伯金指出，從時輪金剛典籍對未來入侵香巴拉王國者之信仰描述來看，他們似乎是什葉派的早期分支伊斯瑪儀派。他進一步主張，表面上看，時輪金剛典籍是在預言一場佛教徒和穆斯林之間的大戰，但是經典文本及其註疏則闡明，這一戰爭應理解為，一個人和自身心識中的迷惑和破壞力量較量的表徵。

### 考證
關於時輪怛特羅與無瑕之光之傳承，有諸多異說。總結諸說，約於西元1040年以後活躍於印度摩竭陀國之「大時輪足」（梵語：Kālamahāpāda；藏語：Dus shabs chen po)阿闍黎，與其弟子「小時輪足」（藏語：Dus shabs chuvvu）被推斷為時輪怛特羅與無瑕之光之作者，故時輪怛特羅成立之年代最早應為1027年。

### 地位
時輪教法被認為是無上瑜伽續的最高修法。時輪教法宣揚香巴拉是理想的人間淨土，信仰者如果發願並如實修學，便可以往生到香巴拉。

## 咒牌

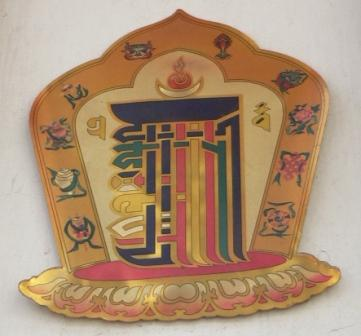
十相自在装饰品

十相自在（藏語：རྣམ་བཅུ་དབང་ལྡན།，威利转写：rnam bcu dbang ldan，音译“朗久旺丹”）是藏传佛教中時輪的心咒，也称“時輪金剛咒 ”。
十相自在分别是：壽命自在、心自在、願自在、资具自在、业自在、受生自在、解自在、神力自在、法自在、智自在。图案由七个梵文字母和三个金刚杵图形竖向组合而成。據《吉祥時輪心髓十相自在的意義–寶燈論釋》上說，佛時輪的心咒十相自在，分為身、智、空、風、火、水、地、器、情、天界十個部分：
- 身：在十相自在圖中用圓點表示；
- 智：用半月形太陽表示；
- 空：是自明點至洋字的九個字，自性所歸之「阿」字的本性，用三彎曲「那達」表示；
- 「雅」(ya)表示風；
- 「热」(ra)字表示火；
- 「瓦」(va)字表示水；
- 「拉」(la)字表示堅固地界；
- 「玛」(ma)字表示器世間；
- 「克舍」(kṣa)字表示有情世間；
- 「翰」(ham)字表示天界。

哈札瑪拉瓦拉雅，這幾個字組合為「時輪金剛心咒」：嗡。翰 克舍 瑪 拉 瓦 热 雅 司哇哈（om ham kṣa ma la va ra ya svāhā）。
在藏地，人们将十相自在放在塔门、房门、墙壁等处，以起到吉祥增上的效果；也常能看到将“十相自在”制作成挂件，作为护身符来使用。清朝宮廷藏文佛經寫本《龍藏經》上經板，繪有釋迦牟尼佛，金剛手菩薩，以及三組「朗久旺丹」圖案。